# Meterginoides inermis
Genre
Espèce
Synonymes
- Meterginus inermis Banks, 1909

Meterginoides inermis, unique représentant du genre Meterginoides, est une espèce d'opilions laniatores de la famille des Cosmetidae.

## Distribution
Cette espèce est endémique du Costa Rica. Elle se rencontre vers Tablazo.

## Description
L'holotype mesure 6 mm.

## Systématique et taxinomie
Cette espèce a été décrite sous le protonyme Meterginus inermis par Banks en 1909. Elle est placée dans le genre Meterginoides par Roewer en 1912.

## Publications originales
- Banks, 1909 : « Arachnida from Costa Rica. » Proceedings of the Academy of Natural Sciences of Philadelphia, vol. 61, no 2, p. 194-234 (texte intégral).
- Roewer, 1912 : « Die Familie der Cosmetiden der Opiliones-Laniatores. » Archiv für Naturgeschichte, vol. 78, no 10, p. 1–122 (texte intégral).